# 新大宮上尾道路
新大宮上尾道路（しんおおみやあげおどうろ）は、埼玉県さいたま市中央区と鴻巣市を結ぶ地域高規格道路の計画路線である。
都市計画道路としての名称は「高速埼玉中央道路」。

## 概要
一般部である新大宮バイパスと上尾道路の事業の進展に伴い、2016年（平成28年）に宮前ICから首都圏中央連絡自動車道桶川北本ICまでの上尾道路が開通されるなど、今後の交通需要の増大が見込まれることから、新大宮バイパスと上尾道路の上空に従来より建設が予定されていた自動車専用道路部のうち、2016年度（平成28年度）より与野JCT - 上尾南IC（仮称）間 (延長8.0 km) が「一般国道17号 新大宮上尾道路（与野〜上尾南）」として事業化された。道路規格は第1種第3級、完成4車線、設計速度80 km/hとされている。
首都高速道路株式会社を事業主体とする有料道路として整備される計画であり、これは与野JCTを介して直結される埼玉県道高速さいたま戸田線（首都高速埼玉大宮線）と一体化させて、管理の効率化を図るためと首都高速道路自身の意向も踏まえたものである。
桶川北本IC以南では、与野JCT、大宮IC、宮前南IC、宮前IC、上尾南IC、上尾北IC、桶川南IC、桶川北IC（与野JCT以外はいずれも仮称）の設置が計画されている。
首都高速道路は、2023年度に与野JCT部について工事に着手した。また、国土交通省関東地方整備局は、宮前IC部の橋梁基礎工に着手しており、上尾道路上り線で2車線から1車線への車線規制が行われている。2024年3月現在、用地進捗率35％。
新大宮上尾道路建設促進期成同盟会は、上尾南出入口（仮称）から圏央道までの早期事業化を求めている。

## 区間指定
- 新大宮バイパス（与野JCT - 宮前IC）
  - 首都高速埼玉大宮線与野JCTから直結する形で側道部内側のスペースに建設する。事業化済み。
- 上尾道路（全線指定）
  - 宮前IC - 上尾南IC間のみ事業化。上尾南IC - 箕田間の本線整備は未定。宮前IC - 桶川北本IC間で一般部が一部暫定2車線で開通済み。桶川北本IC - 箕田間の一般部は事業中。

## 出入口など
- 未開通区間の名称は仮称である。
- 上尾南 - 箕田間は上尾道路の計画平面図より抜粋[8]（事業主体等は未定、箕田より熊谷バイパス本線部と接続する計画）。

| 出入口番号                                       | 施設名         | 接続路線名                              | 起点から (km) | 備考   | 備考              | 所在地     |
| ------------------------------------------------ | -------------- | --------------------------------------- | ------------- | ------ | ----------------- | ---------- |
| 埼玉大宮線と接続                                 |                |                                         |               |        |                   |            |
| -                                                | 与野JCT        | 埼玉新都心線 核都市広域幹線道路（計画） |               |        |                   | さいたま市 |
| -                                                | 大宮出入口     | 新大宮バイパス                          |               | 事業中 | 上尾南方面出入口  | さいたま市 |
| -                                                | 宮前南出入口   | 新大宮バイパス                          |               | 事業中 | 与野JCT方面出入口 | さいたま市 |
| -                                                | 宮前出入口     | 上尾道路                                |               | 事業中 | 上尾南方面出入口  | さいたま市 |
| -                                                | 上尾南出入口   | 上尾道路                                |               | 事業中 | 与野JCT方面出入口 | 上尾市     |
| -                                                | 上尾北出入口   | 上尾道路                                |               | 調査中 | 熊谷方面出入口    | 上尾市     |
| -                                                | 桶川南出入口   | 上尾道路                                |               | 調査中 | 与野JCT方面出入口 | 桶川市     |
| -                                                | 桶川北出入口   | 上尾道路                                |               | 調査中 | 熊谷方面出入口    | 桶川市     |
| -                                                | 桶川北本IC     | C4 首都圏中央連絡自動車道               |               | 調査中 |                   | 桶川市     |
| -                                                | 北本南出入口   | 上尾道路（未開通）                      |               | 調査中 | 与野JCT方面出入口 | 北本市     |
| -                                                | 北本北出入口   | 上尾道路（未開通）                      |               | 調査中 | 熊谷方面出入口    | 北本市     |
| -                                                | 鴻巣南出入口   | 上尾道路（未開通）                      |               | 調査中 | 与野JCT方面出入口 | 鴻巣市     |
| -                                                | 鴻巣中央出入口 | 上尾道路（未開通）                      |               | 調査中 | 熊谷方面出入口    | 鴻巣市     |
| -                                                | 鴻巣北出入口   | 上尾道路（未開通）                      |               | 調査中 | 与野JCT方面出入口 | 鴻巣市     |
| -                                                | （箕田）       |                                         |               | 調査中 |                   | 鴻巣市     |
| 熊谷バイパス本線部（熊谷渋川連絡道路）と接続予定 |                |                                         |               |        |                   |            |

新大宮上尾道路 Gallery

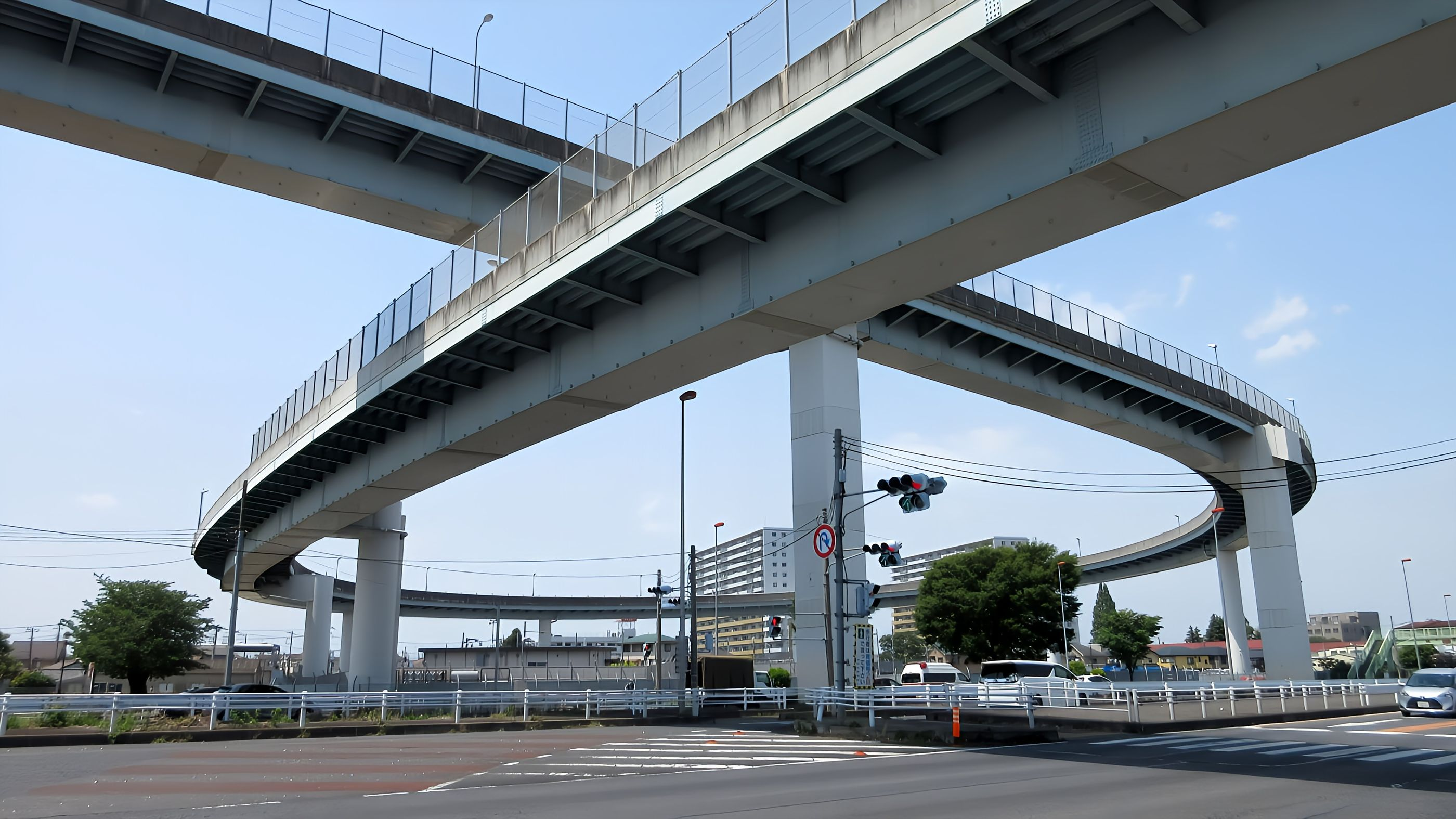
与野JCT
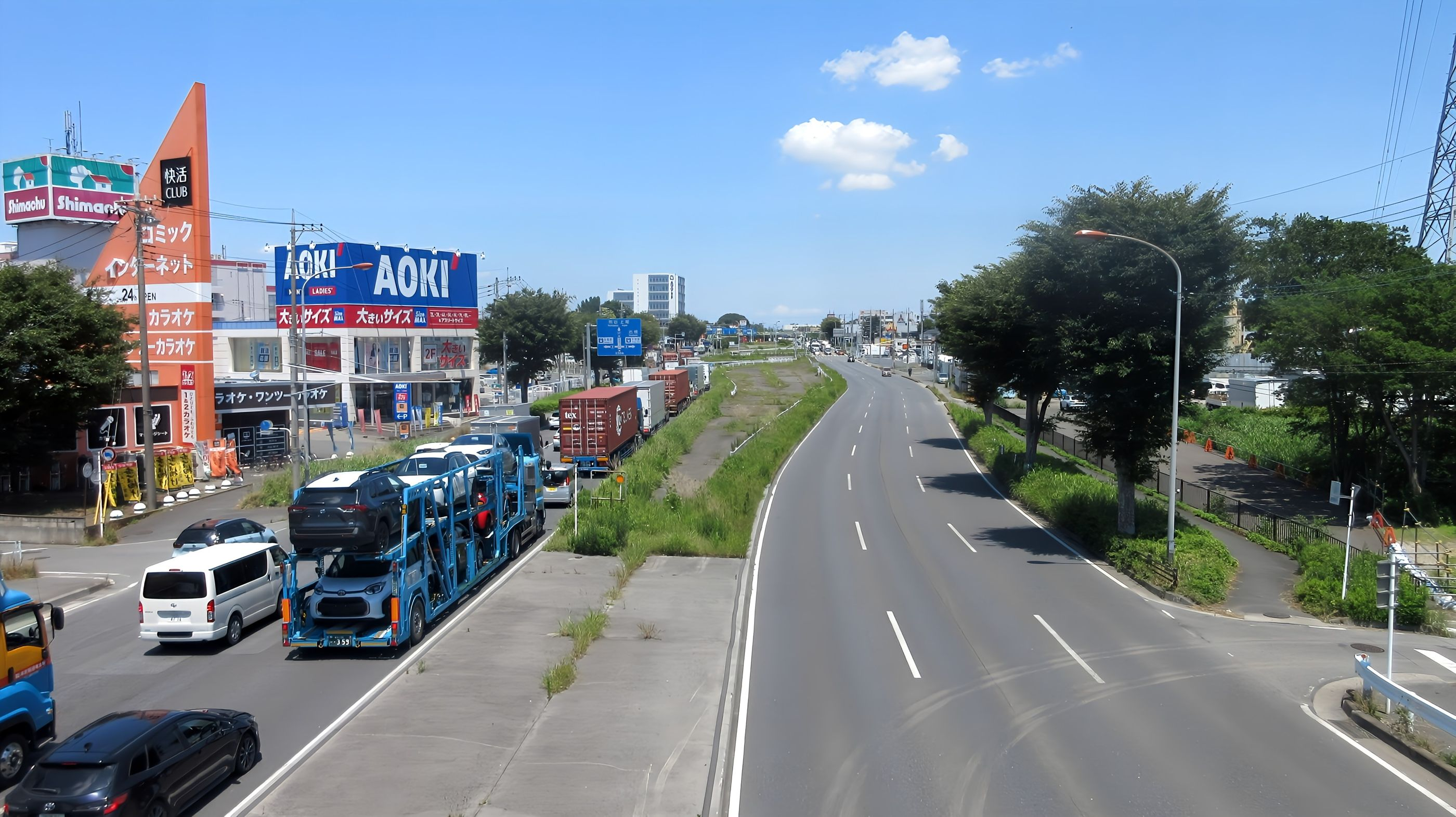
さいたま市西区の三橋歩道橋より撮影
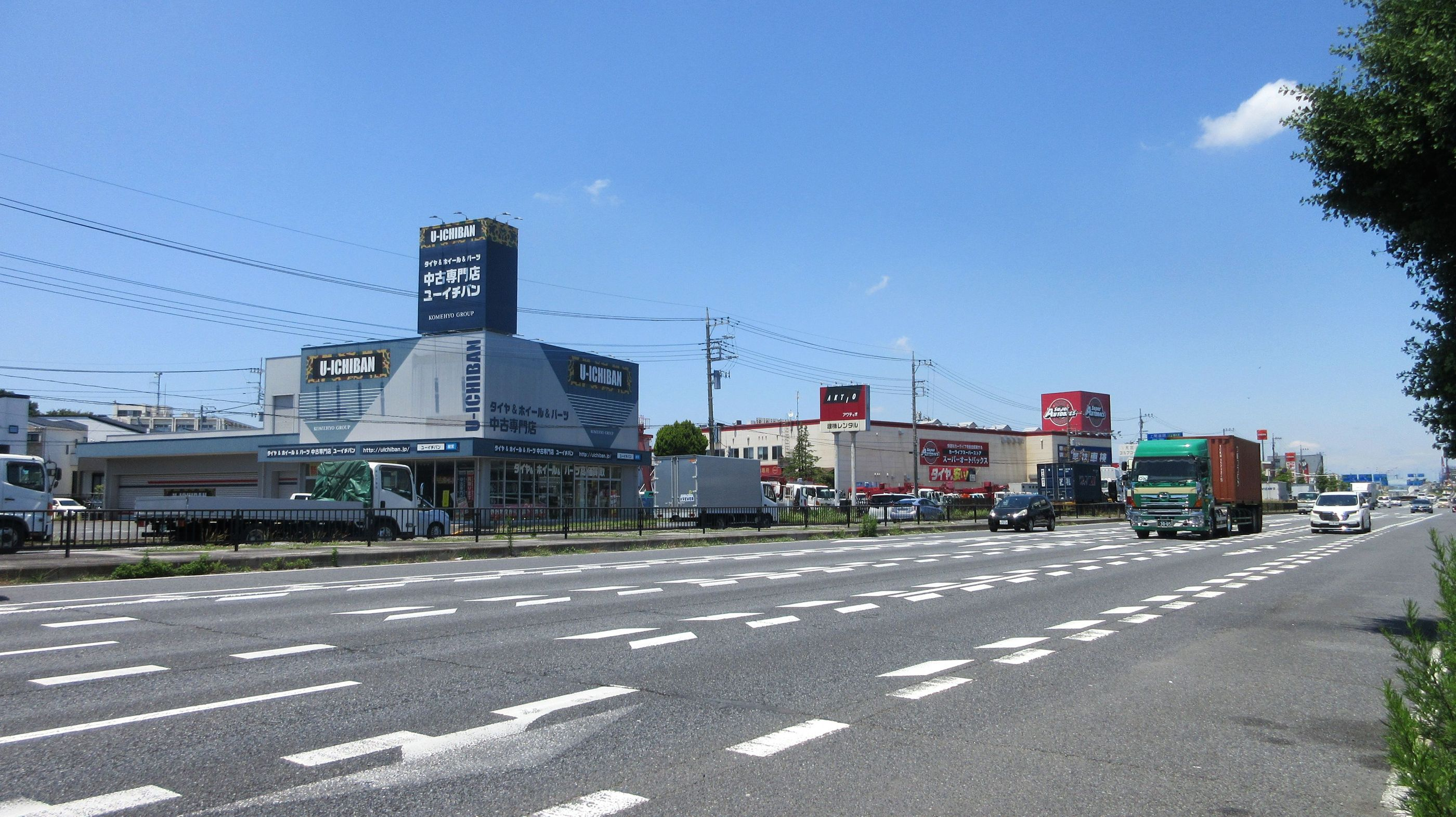
さいたま市西区三橋6丁目
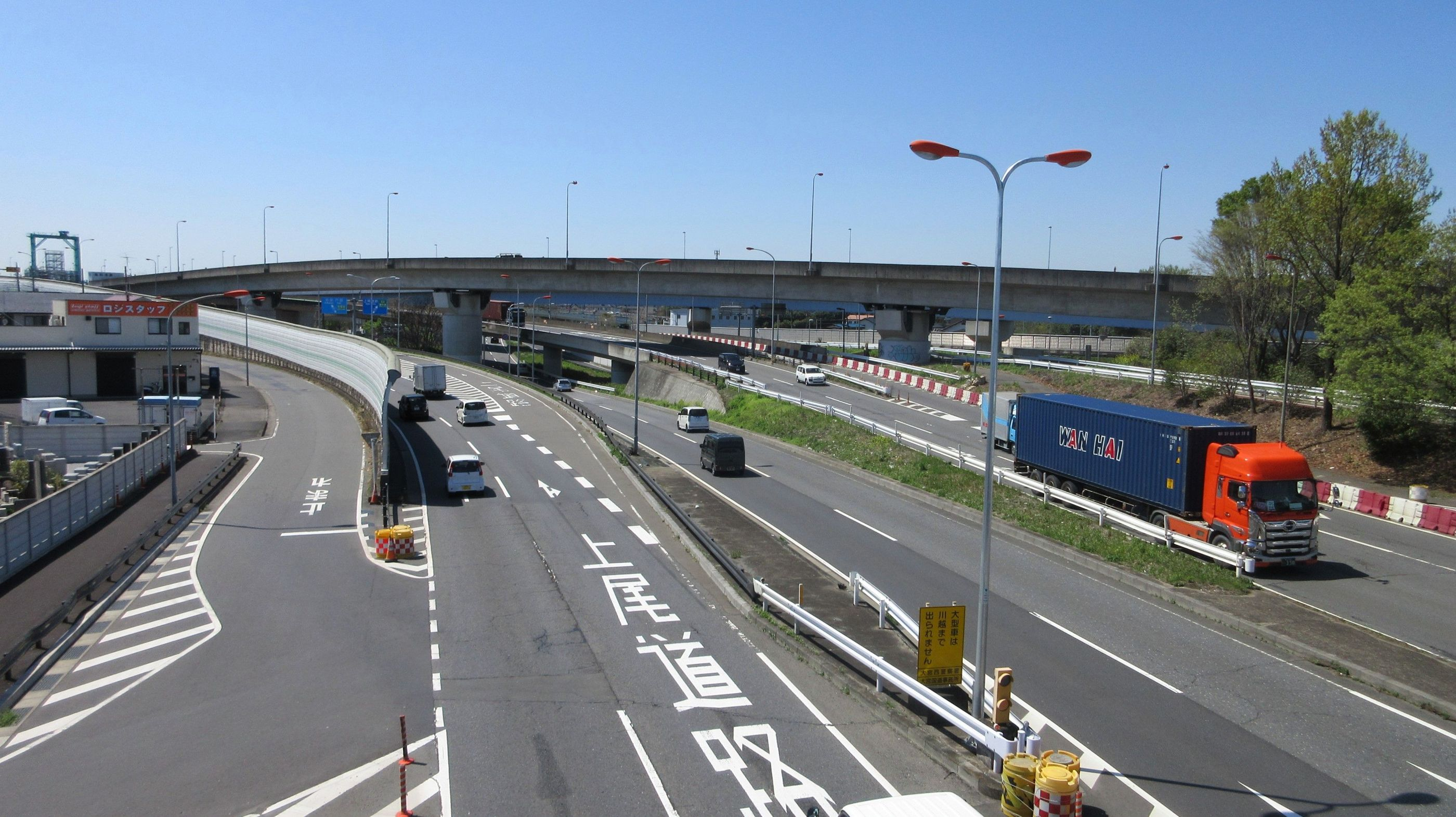
宮前IC(大宮)
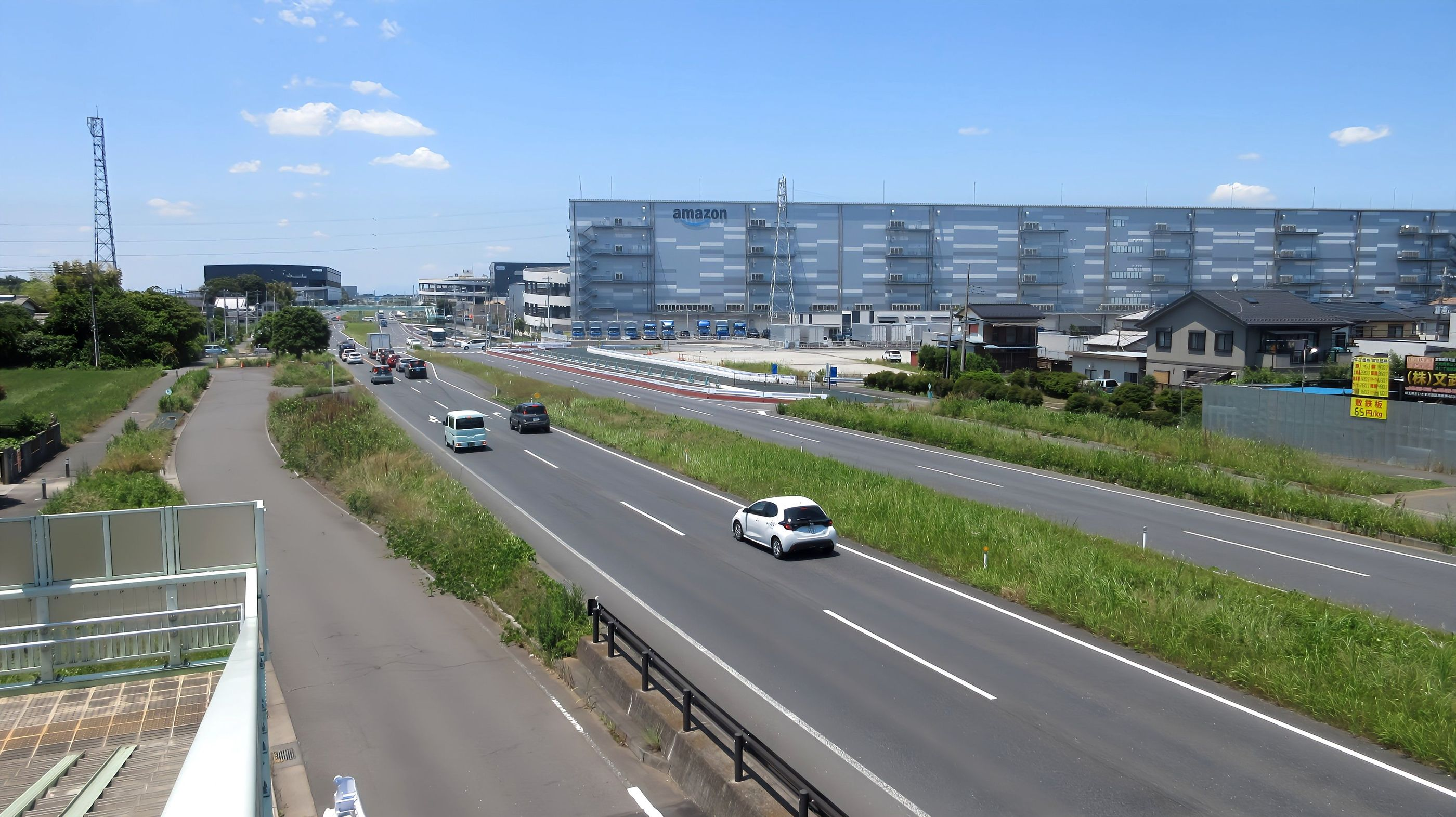
上尾市堤崎のアマゾンジャパン
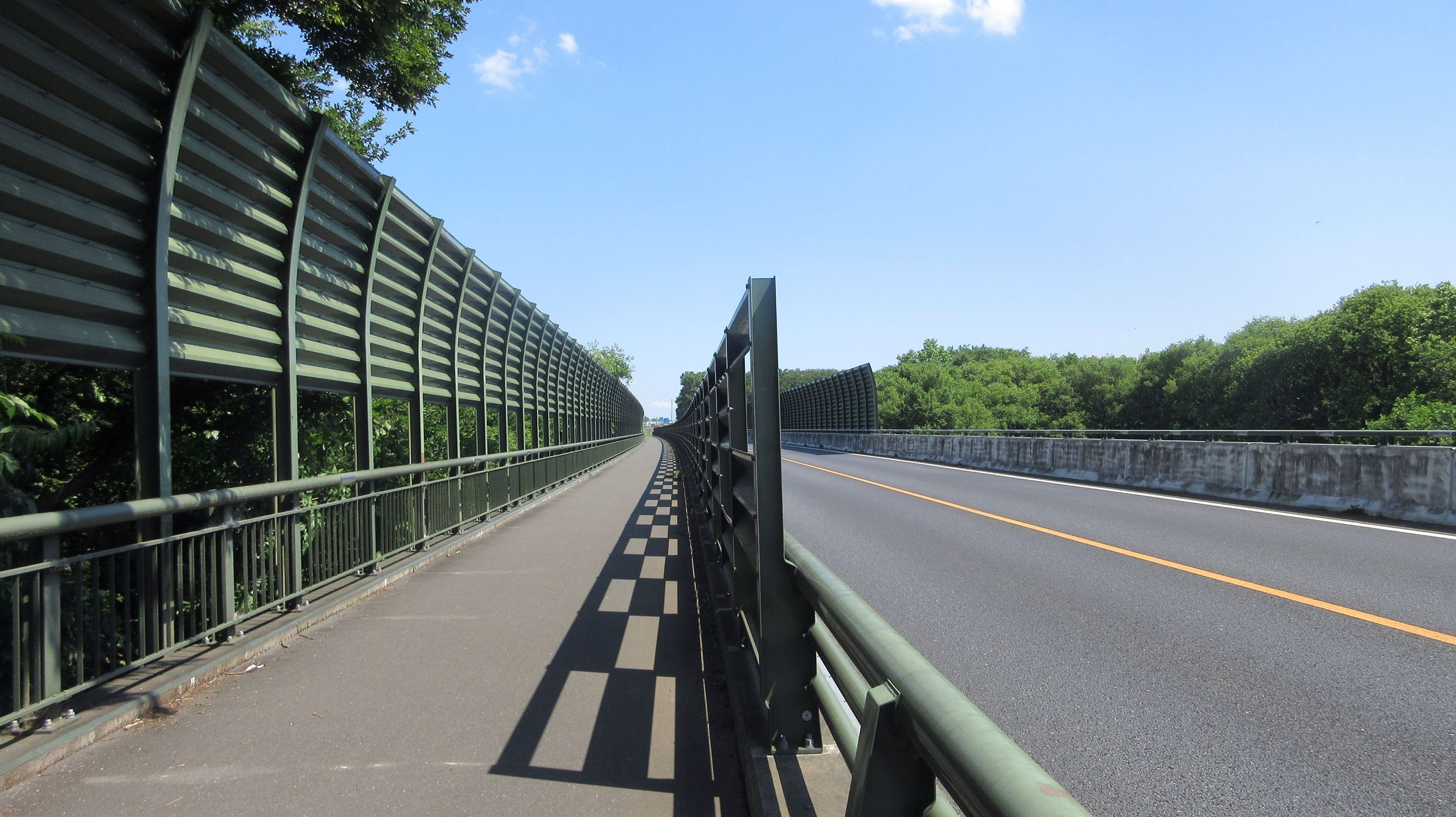
上尾市と桶川市の境界
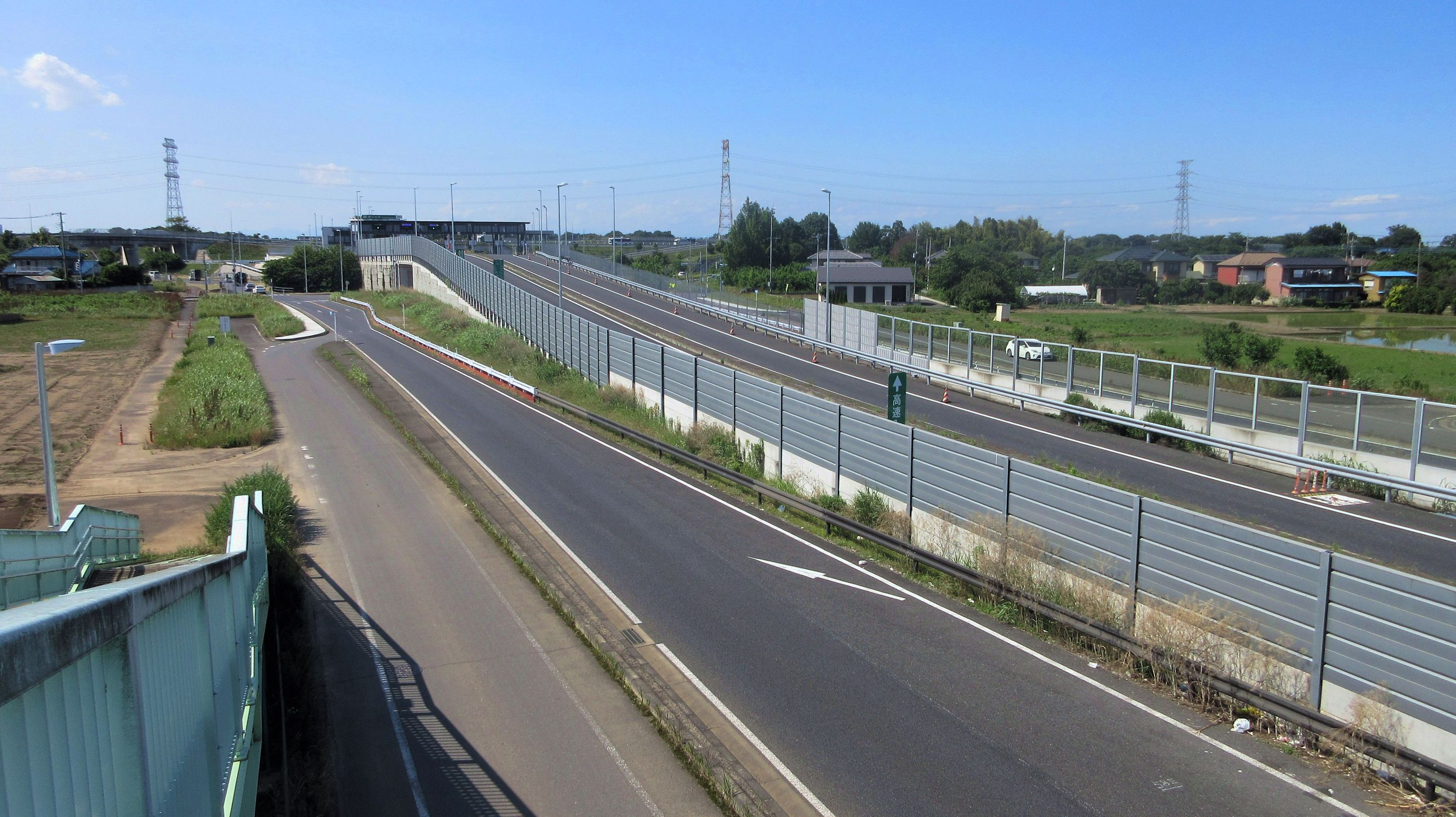
桶川北本IC
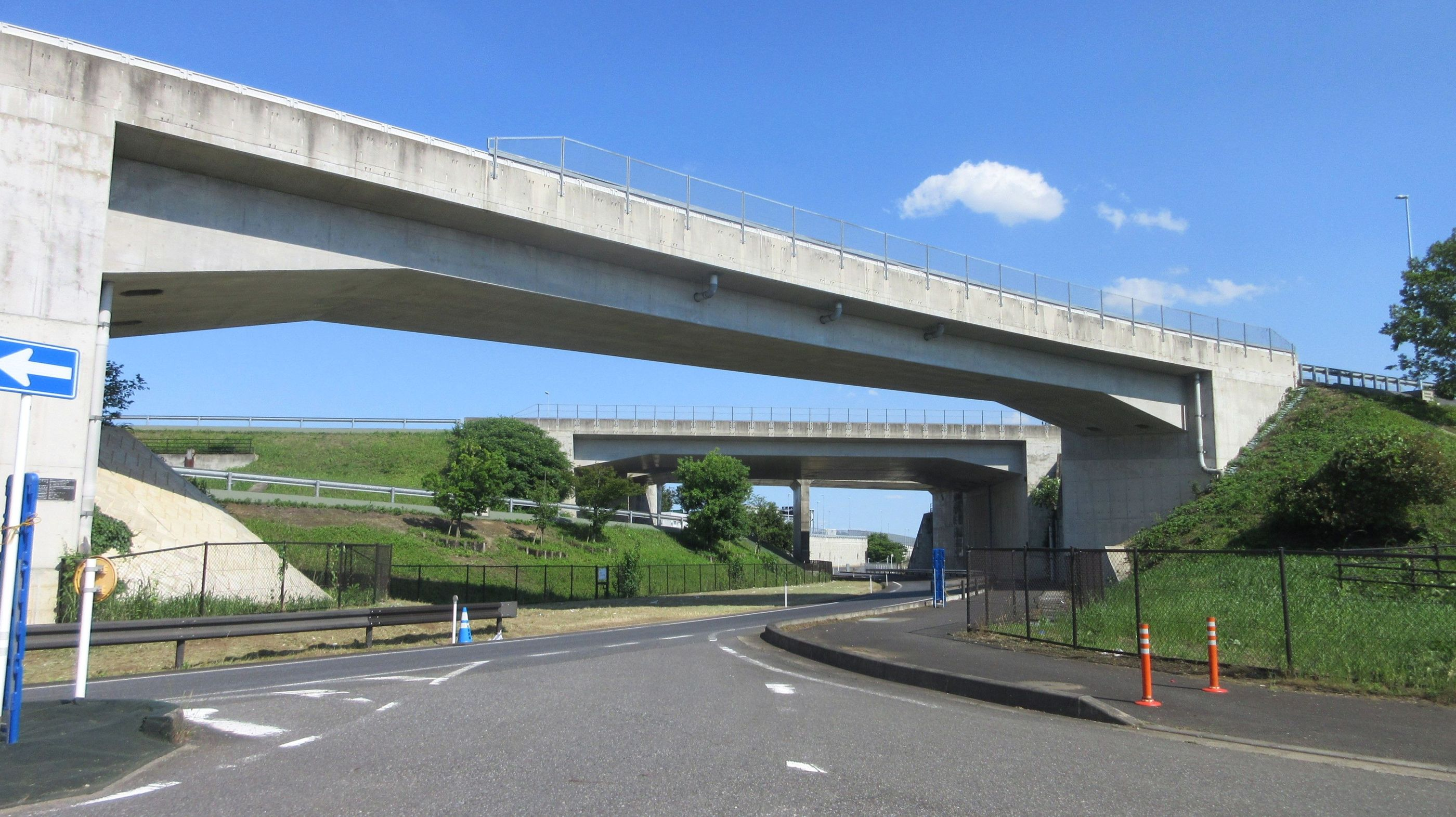
圏央道(手前)と17号・上尾道路(奥)

## 座標
- 与野ジャンクション(北緯35度53分29秒 東経139度36分41秒 / 北緯35.89139度 東経139.61131度)
- 宮前インターチェンジ(北緯35度55分42秒 東経139度35分32秒 / 北緯35.928333度 東経139.592222度)
- 桶川北本インターチェンジ(北緯36度00分08秒 東経139度31分10秒 / 北緯36.002139度 東経139.519583度)
- 箕田交差点(北緯36度04分59秒 東経139度29分13秒 / 北緯36.082944度 東経139.487056度)